# Paula (roman)
Pour les articles homonymes, voir Paula.
Paula est un roman de l'écrivaine chilienne Isabel Allende, paru en 1994.
Le roman raconte la pénible et douloureuse souffrance d'Isabel Allende face à la maladie de sa fille Paula. Celle-ci, atteinte de porphyrie, sombra dans un coma profond dont elle ne se réveilla jamais.
La structure du roman est double : Allende, en effet, relate l'histoire de sa famille tout en exprimant, à la fois, sa souffrance et son espoir que Paula se réveille et se souvienne de ce qui s'est passé en son "absence".